# 帕斯夸莱·博诺科雷
帕斯夸莱·博诺科雷（義大利語：Pasquale Buonocore，1916年5月17日—2003年8月31日），意大利前男子水球运动员。他曾代表意大利国家队参加1948年夏季奥林匹克运动会水球比赛，结果获得一枚金牌。